# Rock Against Bush, Vol. 1
Rock Against Bush, Vol. 1 é o primeiro volume da coletânea Rock Against Bush da gravadora norte-americana Fat Wreck Chords, lançado em 20 de abril de 2004.
No álbum, junto ao CD com as 26 canções, foi distribuído um DVD com conteúdo extra.
| Críticas profissionais                                                      | Críticas profissionais |
| Avaliações da crítica                                                       | Avaliações da crítica  |
| Fonte                                                                       | Avaliação              |
| --------------------------------------------------------------------------- | ---------------------- |
| allmusic                                                                    | [ 1 ]                  |
| Esta tabela precisa de ser acompanhada por texto em prosa. Consulte o guia. |                        |

## Faixas
1. "Nothing to Do When You're Locked Away in a Vacancy" - None More Black – 2:07
2. "Moron" - Sum 41 – 1:39
3. "Warbrain" - Alkaline Trio – 2:27
4. "Need More Time" - Epoxies – 2:29
5. "The School of Assassins" - Anti-Flag – 2:37
6. "Sink, Florida, Sink" (Electric) - Against Me! – 2:10
7. "Baghdad" - The Offspring – 3:18
8. "Lion and the Lamb" - The Get Up Kids – 3:22
9. "Give It All" - Rise Against – 2:49
10. "No W" - Ministry – 3:13
11. "Sad State of Affairs" - Descendents – 2:35
12. "Revolution" - Authority Zero – 2:23
13. "!Paranoia! Cha-Cha-Cha" - The Soviettes – 2:04
14. "That's Progress" - Jello Biafra with D.O.A. – 3:14
15. "Overcome (The Recapitulation)" - Rx Bandits – 3:43
16. "No Voice of Mine" - Strung Out – 2:30
17. "To the World" - Strike Anywhere – 3:21
18. "Heaven is Falling" (cover de Bad Religion) - The Ataris – 2:38
19. "God Save the USA" - Pennywise – 3:06
20. "Normal Days" - Denali – 3:25
21. "The Expatriate Act" - The World/Inferno Friendship Society – 3:02
22. "No News is Good News" - New Found Glory – 2:58
23. "Basket of Snakes" - The Frisk – 2:31
24. "Jaw, Knee, Music" - NOFX – 2:31
25. "It's the Law" - Social Distortion – 2:35
26. "The Brightest Bulb Has Burned Out" - Less Than Jake, com Billy Bragg – 4:52